# Ellissoide di riferimento
In geodesia, un ellissoide di riferimento è una superficie definita matematicamente che approssima il geoide (con un errore accettabile), la vera  forma della Terra, o di un altro corpo celeste.
A causa della relativa semplicità, gli ellissoidi di riferimento sono usati comunemente come superficie di riferimento per definire una rete geodetica e qualunque punto dello spazio di cui sia definita la latitudine, la longitudine e l'elevazione sull'ellissoide.

## Proprietà dell'ellissoide
Dal punto di vista matematico, un ellissoide di riferimento è usualmente uno sferoide oblato (appiattito) i cui semiassi sono definiti:
- raggio equatoriale (il semiasse maggiore {\displaystyle a});
- raggio polare (il semiasse minore {\displaystyle b}).

Nel lavoro con geometria ellittica, diversi parametri sono comunemente utilizzati, che sono tutte funzioni trigonometriche di un'ellisse di eccentricità angolare, {\displaystyle o\!\varepsilon }:
{\displaystyle o\!\varepsilon =\arccos \left({\frac {b}{a}}\right)=2\arctan \left({\sqrt {\frac {a-b}{a+b}}}\right);}
La rotazione della Terra causa un rigonfiamento all'equatore ed un appiattimento ai poli, cosicché il raggio equatoriale è maggiore del raggio polare: {\displaystyle a>b}. 
Quest’appiattimento {\displaystyle f} determina quanto lo sferoide si avvicina alla forma sferica ed è definito da:
{\displaystyle f={\mbox{ver}}(o\!\varepsilon )=2\sin \left({\frac {o\!\varepsilon }{2}}\right)^{2}=1-\cos(o\!\varepsilon )={\frac {a-b}{a}}.}
Per la Terra, {\displaystyle f} vale circa 1/300, che si traduce in una differenza di circa 20 km, e si sta lentamente riducendo su una scala di tempo geologica.
Anche il rigonfiamento equatoriale subisce lente variazioni. Nel 1998 un’inversione di tendenza ha portato il valore ad aumentare, forse a causa di una redistribuzione delle masse oceaniche dovuta alle correnti.

Facendo dei confronti, la Luna è meno ellittica della Terra, con un appiattimento di meno di 1/825, mentre Giove è visibilmente appiattito con circa 1/15.
Tradizionalmente quando si definisce un ellissoide di riferimento si specifica il raggio equatoriale {\displaystyle a} (usualmente in metri) e l'inverso del rapporto di appiattimento {\displaystyle 1/f}.  Il raggio polare è quindi ricavato come:
{\displaystyle b=a\cos(o\!\varepsilon )=a(1-f).}
L'appiattimento teorico calcolato considerando la gravità e la forza centrifuga vale:
{\displaystyle q={\frac {a^{3}\omega ^{2}}{GM}}\,,}
dove {\displaystyle \omega } è la velocità angolare, {\displaystyle G} è la costante gravitazionale, e {\displaystyle M} è la massa del pianeta.
Per la Terra {\displaystyle q^{-1}\approx 289}, vicino al valore misurato di {\displaystyle f^{-1}\approx 298.257}. La differenza è dovuta alla disomogeneità della densità della Terra, in particolare alla rigidezza del nucleo, che ha una densità notevolmente superiore al mantello.

### Ellisse dato dalla sezione traversa
Uno sferoide è una figura di rotazione generata dalla rotazione di un'ellisse attorno all'asse minore. Coerentemente, l'asse minore coincide con l'asse di rotazione della Terra (distinto dall'asse magnetico e dall'asse orbitale).
L'appiattimento dello sferoide è legato all'eccentricità {\displaystyle e}, dell'ellisse:
{\displaystyle e^{2}=\sin(o\!\varepsilon )^{2}=f(2-f)={\frac {a^{2}-b^{2}}{a^{2}}}.}

### Ellissoide triassiale
Si definisce sferoide un ellissoide con due dei tre assi uguali. Raramente viene usato ai fini geoidici un ellissoide scaleno, in cui i tre assi sono diversi tra loro, detto anche triassiale {\displaystyle a_{x},\,a_{y},\,b}. Viene usato per modellare corpi celesti minori, come piccole lune ed asteroidi. Ad esempio Telesto, una luna triassiale di Saturno, ha appiattimenti di 1/3 e 1/2.

## Coordinate geografiche ellittiche
Sulla base degli ellissoidi di riferimento si definiscono i sistemi di coordinate geografiche, che identificano i punti sulla superficie dei corpi celesti in termini di latitudine (nord-sud) e longitudine (est-ovest).
La longitudine è la misura dell'angolo di rotazione tra il meridiano zero e il punto da misurare. Per convenzione, nel caso di Terra, Sole e Luna, l'angolo viene espresso in gradi che spaziano tra i −180º e i +180º, per gli altri corpi celesti si usano invece i valori da 0° a 360°.
La latitudine è la distanza angolare di un punto dai poli o dall'equatore, misurata lungo un meridiano. Essa assume valori compresi fra −90º e +90º, con lo zero in corrispondenza dell'equatore.
La comune latitudine, ovvero la latitudine geografica, è l'angolo compreso fra il piano equatoriale e una linea che è normale all'ellissoide di riferimento. Siccome è dipendente dall'appiattimento, essa può essere leggermente differente dalla latitudine geocentrica che è l'angolo fra il piano equatoriale e una linea dal centro dell'ellissoide. Per corpi non terrestri si usano invece i termini planetografica e planetocentrica.
Questi sistemi prevedono inoltre la scelta di un meridiano di riferimento o "meridiano zero". Nel caso della Terra si assume di regola il meridiano di Greenwich; per gli altri corpi celesti si utilizza come punto di riferimento un oggetto superficiale ben riconoscibile. Ad esempio, nel caso di Marte, il meridiano di riferimento passa per il centro del cratere Airy-0.
È possibile che molti sistemi di coordinate differenti siano definiti sullo stesso ellissoide di riferimento.
Le coordinate di un punto geodetico sono normalmente riportate come latitudine e longitudine geodetica: cioè la direzione nello spazio della normale geodetica contenente il punto e l'altezza del punto sull'ellissoide di riferimento. Utilizzando queste coordinate (Latitudine {\displaystyle \phi }, longitudine {\displaystyle \lambda } e altezza h) è possibile calcolare le coordinate rettangolari geodetiche come segue:
{\displaystyle X_{t}=[N+h]\cos(\phi )\cos(\lambda );}
{\displaystyle Y_{t}=[N+h]\cos(\phi )\sin(\lambda );}
{\displaystyle Z_{t}=[N\cos(o\!\varepsilon )^{2}+h]\sin(\phi );}
dove
{\displaystyle N=N(\phi )={\frac {a}{\sqrt {1-(\sin(\phi )\sin(o\!\varepsilon ))^{2}}}}}
è il raggio di curvatura nel primo verticale.
Al contrario dedurre {\displaystyle \phi }, {\displaystyle \lambda } e h dalle coordinate rettangolari richiede di procedere per iterazione
Se {\displaystyle \phi _{c}=\arctan(\sec(o\!\varepsilon )^{2}\tan(\psi _{t}))\;},
{\displaystyle \phi _{p}=\phi _{c}:\;\phi _{c}=\arctan \!\left({\frac {\qquad \;\;a^{2}Z_{t}\quad \,+{\frac {1}{4}}[N(\phi _{p})\sin(\phi _{p})]^{3}\sin(2o\!\varepsilon )^{2}}{\!\!\!\!\!a^{2}{\sqrt {X_{t}^{2}+Y_{t}^{2}}}\,-[N(\phi _{p})\cos(\phi _{p})]^{3}\sin(o\!\varepsilon )^{2}}}\right);}
si ripete finché {\displaystyle \phi _{c}=\phi _{p}}:  {\displaystyle \phi =\phi _{c}.}
O, introducendo le latitudini geocentrica, {\displaystyle \psi }, o parametrica o ridotta, {\displaystyle \beta }, si ha:
{\displaystyle \psi _{t}=\arctan \left({\frac {Z_{t}}{\sqrt {X_{t}^{2}+Y_{t}^{2}}}}\right)\;} and {\displaystyle \beta _{c}=\arctan(\sec(o\!\varepsilon )\tan(\psi _{t}))\;},
{\displaystyle \phi _{p}=\phi _{c}:\;\phi _{c}=\arctan \!\left({\frac {\qquad \,Z_{t}\qquad +b\sin(\beta _{c})^{3}\tan(o\!\varepsilon )^{2}}{{\sqrt {X_{t}^{2}+Y_{t}^{2}}}\;-a\cos(\beta _{c})^{3}\sin(o\!\varepsilon )^{2}}}\right);}
{\displaystyle \beta _{p}=\beta _{c}:\;\beta _{c}=\arctan \left(\cos(o\!\varepsilon )\tan(\phi _{c})\right);\;}
Si ripete finché{\displaystyle \phi _{c}=\phi _{p}} and {\displaystyle \beta _{c}=\beta _{p}}:
{\displaystyle \phi =\phi _{c};\quad \beta =\beta _{c};\quad \psi =\arctan(\cos(o\!\varepsilon )\tan(\beta )).}
Quando si trova {\displaystyle \phi }allora si può isolare h:
{\displaystyle h=\sec(\phi ){\color {white}{\dot {\color {black}{\sqrt {X_{t}^{2}+Y_{t}^{2}}}}}}-N\;=\;\csc(\phi )Z_{t}-\cos(o\!\varepsilon )^{2}N,}
{\displaystyle {}_{\color {white}8.}=\cos(\phi ){\color {white}{\dot {\color {black}{\sqrt {X_{t}^{2}+Y_{t}^{2}}}}}}\,+\,\sin(\phi )\left[Z_{t}+\sin(o\!\varepsilon )^{2}N\sin(\phi )\right]-N.}

## Ellissoidi usati per la definizione dei punti sulla Terra
Il riferimento attualmente più usato, grazie all'impiego nel contesto GPS, è il WGS84.
La cartografia italiana è realizzata impiegando l'ellissoide internazionale di Hayford, tranne il sistema catastale che adopera il sistema anteguerra basato sull'ellissoide di Bessel.
I parametri di seguito elencati definiscono la forma degli ellissoidi storicamente impiegati.
| Nome                                       | Semiasse Magg.(m) | Semiasse Min.(m) | {\displaystyle 1/f} | Area applicazione                            |
| ------------------------------------------ | ----------------- | ---------------- | ------------------- | -------------------------------------------- |
| Sfera (6371 km)                            | 6 371 000         | 6 371 000        | 0                   |                                              |
| Timbalai                                   | 6 377 298,56      | 6 356 097,55     | 300,801639166       |                                              |
| Sferoide di Everest                        | 6 377 301,243     | 6 356 100,228    | 300,801694993       |                                              |
| Everest modificato (Malaya) Revised Kertau | 6 377 304,063     | 6 356 103,038993 | 300,801699969       |                                              |
| Maupertuis (1738)                          | 6 397 300         | 6 363 806,283    | 191                 | Francia                                      |
| Everest (1830)                             | 6 377 276,345     | 6 356 075,413    | 300,801697979       | India                                        |
| Airy (1830)                                | 6 377 563,396     | 6 356 256,909    | 299,3249646         | Gran Bretagna                                |
| Bessel (1841)                              | 6 377 397,155     | 6 356 078,963    | 299,1528128         | Europa, Giappone. Sistema catastale italiano |
| Clarke (1866)                              | 6 378 206,4       | 6 356 583,8      | 294,9786982         | Nord America                                 |
| Clarke (1880)                              | 6 378 249,145     | 6 356 514,870    | 293,465             | Francia, Africa                              |
| Helmert (1906)                             | 6 378 200         | 6 356 818,17     | 298,3               |                                              |
| Hayford (1910)                             | 6 378 388         | 6 356 911,946    | 297                 | USA, Italia                                  |
| International (1924)                       | 6 378 388         | 6 356 911,946    | 297                 | Europa. Italia: Roma 40, ED50                |
| NAD 27                                     | 6 378 206,4       | 6 356 583,800    | 294,978698208       | Nord America                                 |
| Krasovskii (1940)                          | 6 378 245         | 6 356 863,019    | 298,3               | Russia                                       |
| WGS-66 (1966)                              | 6 378 145         | 6 356 759,769    | 298,25              | USA / DoD (Dipartimento della difesa)        |
| Australian National (1966)                 | 6 378 160         | 6 356 774,719    | 298,25              | Australia                                    |
| New International (1967)                   | 6 378 157,5       | 6 356 772,2      | 298,24961539        |                                              |
| GRS-67 (1967)                              | 6 378 160         | 6 356 774,516    | 298,247167427       |                                              |
| South American (1969)                      | 6 378 160         | 6 356 774,719    | 298,25              | Sud America                                  |
| WGS-72 (1972)                              | 6 378 135         | 6 356 750,52     | 298,26              | USA / DoD (Dipartimento della difesa)        |
| GRS-80 (1979)                              | 6 378 137         | 6 356 752,3141   | 298,257222101       |                                              |
| NAD 83                                     | 6 378 137         | 6 356 752,3      | 298,257024899       | Nord America                                 |
| WGS-84 (1984)                              | 6 378 137         | 6 356 752,3142   | 298,257223563       | cartografia GPS                              |
| IERS (1989)                                | 6 378 136         | 6 356 751,302    | 298,257             | Output degli attuali GPS                     |
| Per scopi generali                         | 6 378 135         | 6 356 750        | 298,25274725275     | L'intero globo                               |

Per poter costituire un sistema di riferimento un ellissoide deve essere posizionato ed orientato.
Tradizionalmente gli ellissoidi di riferimento (e la loro realizzazione o datum) sono definiti localmente per meglio approssimare il geoide locale: di conseguenza non sono geocentrici.
I moderni datum geodetici sono stabiliti con l'uso di tecnologia GPS, e sono quindi geocentrici. Il motivo principale è che il moto orbitale dei satelliti è relativo al centro di massa della terra. Una conseguenza positiva è che l'ellissoide così definito mantiene la sua validità a livello globale (es. WGS 84).

## Ellissoidi di riferimento per altri corpi celesti
Gli ellissoidi di riferimento sono utili anche per mappare altri corpi celesti, come i pianeti, i loro satelliti, gli asteroidi e i nuclei delle comete. Alcuni corpi, già accuratamente osservati, hanno alcuni ellissoidi di riferimento propri abbastanza precisi, come la Luna e Marte; anche riguardo al pianeta Venere esiste un sistema di riferimento, stabilito convenzionalmente sulla superficie ideale di una sfera, centrata con il pianeta, del raggio di 6051 km